# Vazov Point
Der Vazov Point (bulgarisch Вазов нос Wasow nos) ist eine Landspitze an der Südküste der Livingston-Insel im Archipel der Südlichen Shetlandinseln. Sie bildet 2,4 km nordöstlich des Samuel Point und 3,3 km westlich bis südlich des Aytos Point die Nordostseite der Einfahrt zur Brunow Bay. Überragt wird sie vom Vazov Rock.
Die bulgarische Kommission für Antarktische Geographische Namen benannte sie 2004 nach dem  bulgarischen Schriftsteller Iwan Wasow (1850–1921).